# Black Monday
Black Monday è una serie televisiva ideata da Jordan Cahan e David Caspe, andata in onda per la prima volta il 20 gennaio 2019 su Showtime, con protagonisti Don Cheadle, Andrew Rannells, Regina Hall e Paul Scheer e segue le vicende di un gruppo di dipendenti del The Jammer Group durante il lunedì nero del 1987.

## Episodi
| Stagione         | Episodi | Prima TV USA | Prima TV Italia |
| ---------------- | ------- | ------------ | --------------- |
| Prima stagione   | 10      | 2019         | 2019            |
| Seconda stagione | 10      | 2020         | 2020            |
| Terza stagione   | 10      | 2021         | 2021            |

## Produzione
Nel 2013, Showtime incominciò lo sviluppo di una serie televisiva, intitolata Ball Street e nell'autunno del 2016, David Caspe e Jordan Cahan acquistarono i diritti della serie. Il 7 settembre 2017 fu annunciato che la Showtime in collaborazione con la Sony Pictures Television aveva iniziato la produzione di un episodio pilota, scritto da Caspe e Cahan, entrambi i quali dovevano anche fungere da showrunner, e diretto da Seth Rogen e Evan Goldberg.
Il 19 ottobre 2018 viene annunciato che la serie avrebbe debuttato il 20 gennaio 2019.
Il 29 aprile 2019, Showtime ha annunciato una seconda stagione che ha esordito il 15 marzo 2020. Il 15 ottobre 2020 Showtime ha rinnovato la serie per una terza stagione che è stata trasmessa dal 23 maggio 2021.

### Casting
In concomitanza con l'annuncio dell'episodio pilota, fu annunciato che Don Cheadle e Andrew Rannells erano entrati nel cast e che sarebbero stati i protagonisti della serie. Il 12 febbraio 2018, anche Regina Hall, Paul Scheer, Kurt Braunohler e Eugene Cordero si sono aggiunti al cast, insieme a Casey Wilson, che sarebbe comparso nell'episodio pilota come guest star e come personaggio ricorrente nella serie. Durante l'annuncio della serie, venne confermato che anche Yassir Lester e Michael James Scott si sono aggiunti al cast e la comparsa di Ken Marino come guest star. Il 20 settembre 2018 e il 16 ottobre anche Kadeem Hardison è entrata nel cast e le guest star Bruce Dern, Melissa Rauch, Horatio Sanz, Julie Hagerty, Vanessa Bell Calloway, Tim Russ e Jason Michael Snow.

### Riprese
Le riprese si sono svolte durante la metà di febbraio 2018 a Los Angeles. e il 28 settembre 2018 al Millennium Biltmore Hotel.

## Promozione
Il 28 settembre 2018 è stato pubblicato il primo teaser trailer e il 19 ottobre 2018 il trailer ufficiale. Il 14 dicembre 2018 è stato pubblicato il secondo teaser trailer.

## Distribuzione
Il 14 gennaio 2019, la serie ha debuttato all'Ace Hotel di Los Angeles, alla presenza di David Caspe, Jordan Cahan, Seth Rogen, Evan Goldberg, Don Cheadle, Regina Hall, Jon Hamm, Horatio Sanz, Paul Scheer, Yassir Lester, Ken Marino, Vanessa Bell Calloway, Elia Cantu, Kadeem Hardison, Kurt Braunohler, Jennifer Zaborowski, Xosha Roquemore, David Krumholtz, David Nevins e Amy Israel.

## Accoglienza

### Critica
La serie ha ricevuto recensioni miste dai critici alla première. Rotten Tomatoes dà alla serie una percentuale del 52% con un voto di 5.93/10 basato su 42 recensioni. Metacritic dà alla serie un voto di 57/100 basato su 26 recensioni